# Merremia digitata
Merremia digitata là một loài thực vật có hoa trong họ Bìm bìm. Loài này được (Spreng.) Hallier f. mô tả khoa học đầu tiên năm 1893.